# Athene (stad)
Athene (Grieks: Αθήνα, Athína; fonetisch: /a'θina/)  (de θ klinkt als de th in het Engelse woord thing) is de hoofdstad en grootste stad van Griekenland en tevens het bestuurlijk centrum van de regio (periferia) Attica. De gemeente Athene is ingedeeld in zeven stadsdistricten (dimotiko diamerisma).
Athene is het politieke, culturele en economische centrum van het land en is een kosmopolitische metropool. Volgens de volkstelling van 2001 had de gemeente van Athene 745.514 inwoners, terwijl het stedelijke complex van Athene 3.130.841 inwoners telde. Het aantal officiële inwoners bedraagt circa 4 miljoen, terwijl het aantal werkelijke inwoners zeker 5 miljoen zou bedragen.
Athene was in de oudheid een grote Polis. Een polis was in het oude Griekenland een samenwerkingsvorm van Politai (burgers) waarbij deze burgers op godsdienstig, militair en economisch vlak samen gingen werken. Het bijzondere aan het oude Athene was, dat hier de eerste democratie ontstond. Athene was de enige Griekse polis waar gewone burgers de macht hadden in een directe democratie. Overblijfselen van de oude polis Athene zijn nog steeds te zien. De Akropolis van Athene, het versterkte gedeelte van de stad, is namelijk nog zichtbaar. De oude tempel, het parthenon en de agora zijn voorbeelden van deze overblijfselen.

## Etymologie
De stad Athene ontleent zijn naam aan de godin Pallas Athena, in vroeger tijden ook de patroon van de stad. De tempel Parthenon op de Akropolis, het beroemdste monument van de stad, is gebouwd ter ere van haar. In vroeger tijden heette de stad Αθηναι (Athènai, meervoud van Athèna). Dit werd in de 19e eeuw opnieuw de officiële naam van de stad. Sinds een taalhervorming in de jaren 70 heet de stad Athina.

## Geschiedenis

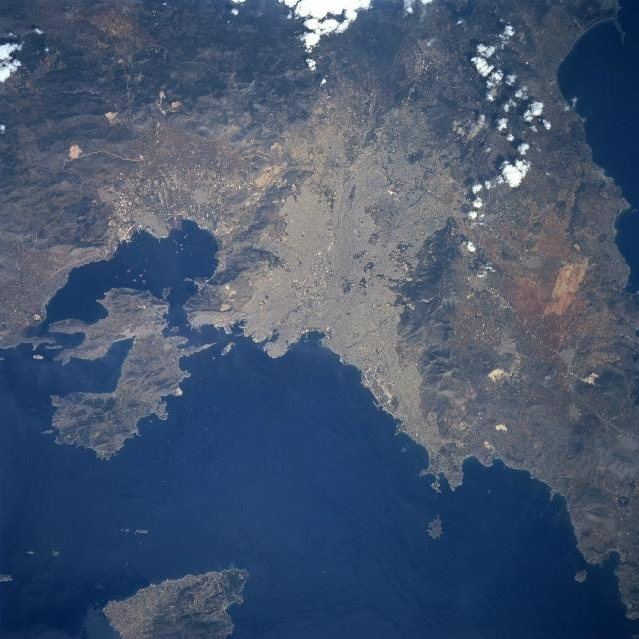
Satellietbeeld. Bron: NASA

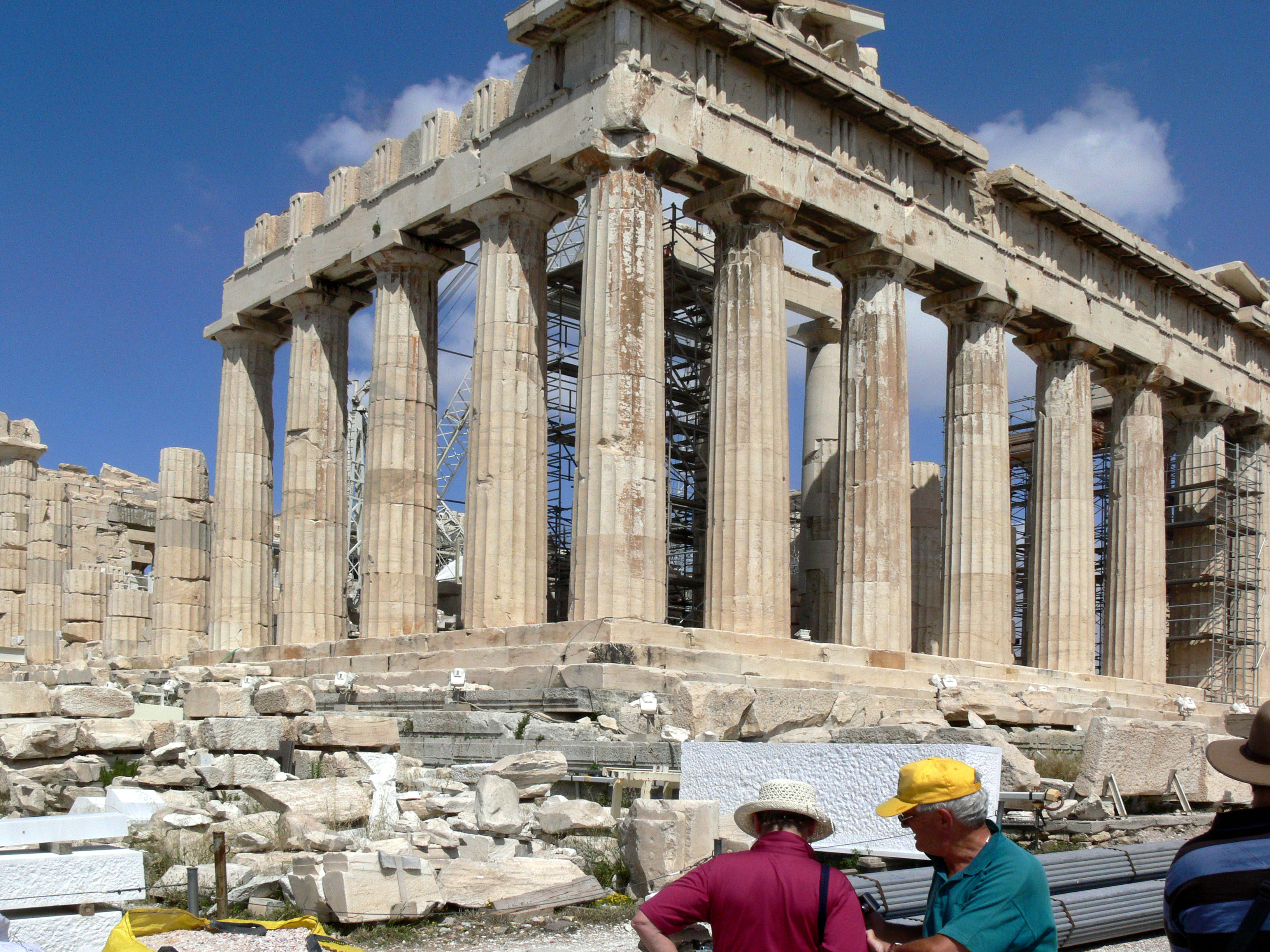
Het Parthenon op de Akropolis

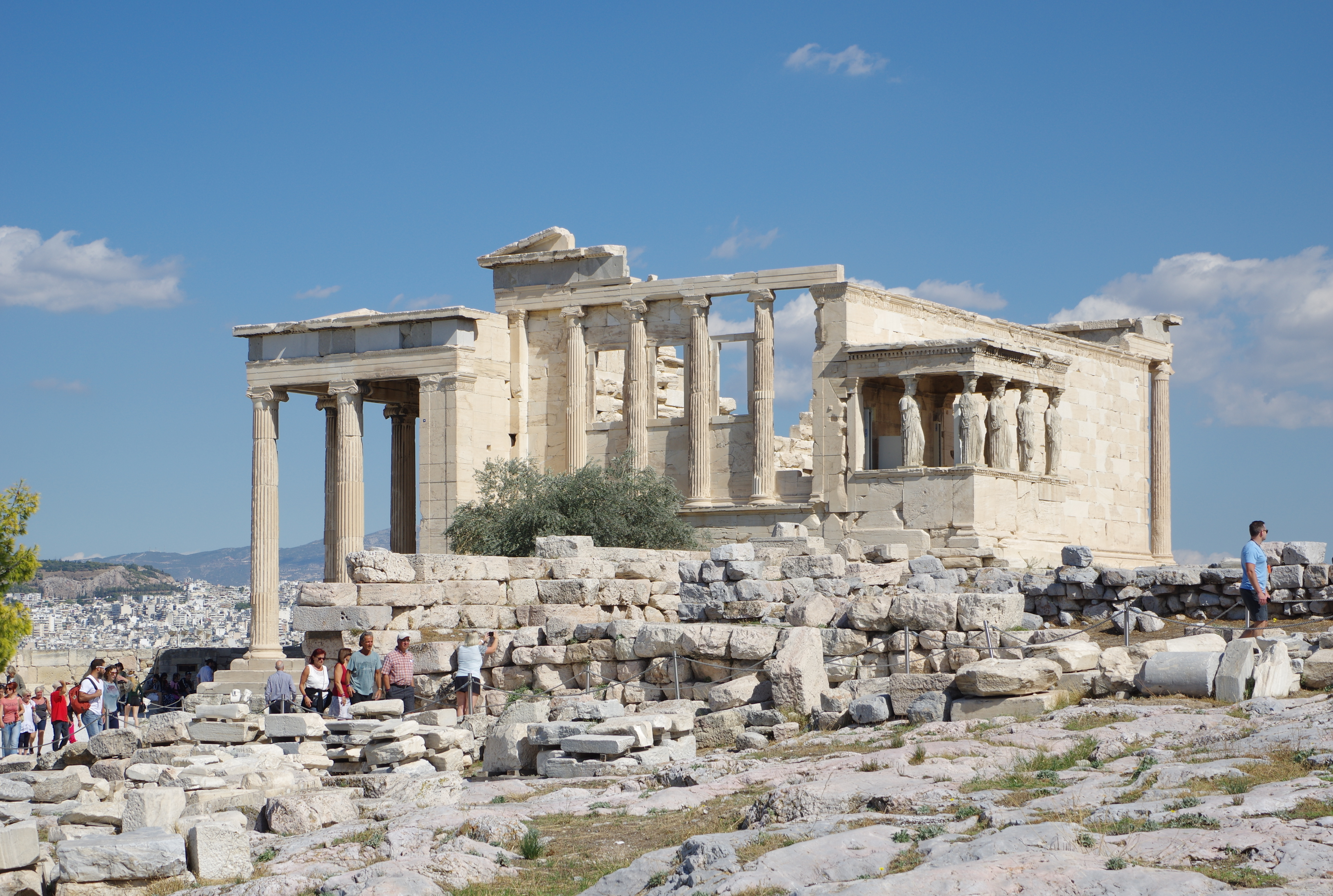
Erechtheion op de Akropolis

Vermoedelijk vestigden zich rond 3500 v.Chr. zich de eerste bewoners op de heuvel Akropolis. Van de vroege geschiedenis van de stad is weinig bekend, maar Athene is waarschijnlijk tot circa 1065 v.Chr. een koninkrijk geweest en een belangrijk centrum van de Myceense beschaving. In de eeuwen die volgden ging Athene langzaam en met tijdelijke terugvallen op weg naar een democratie. Athene voert in deze tijd diverse oorlogen tegen de Perzen, die ze verslaan in de Slag bij Marathon (490 v.Chr.), maar die tien jaar later wel de stad en de Akropolis grotendeels verwoesten. Na diverse pieken en dalen (Peloponnesische Oorlog, Dertig Tirannen) wordt Athene in de 4e eeuw v.Chr. een belangrijke wetenschaps- en kunststad, die beroemde namen als Socrates, Plato en Aristoteles voortbrengt.
In 168 v.Chr. wordt de stad ingenomen door de Romeinen (die overigens zelf spraken van de 'bevrijding' van Athene), maar de stad blijft een belangrijke rol binnen het Romeinse Rijk vervullen, ook al leggen de inwoners zich niet gemakkelijk bij de Romeinse aanwezigheid neer. In 86 v.Chr. wordt de stad daarom als straf door Sulla geplunderd. In 51 na Chr. bezoekt de apostel Paulus de stad. Keizer Hadrianus brengt rond 130 na Chr. een bezoek en begint een reeks belangrijke bouwwerken. Ook dan is Athene nog steeds een belangrijk centrum.
Hierna raakt de stad in verval: in 297 wordt ze door de Goten geplunderd, wat in 395 herhaald wordt. In 529 sluit keizer Justinianus de filosofenscholen waarmee de stad een vrij onbetekenende uithoek van het Byzantijnse Rijk wordt. In 1204 wordt de stad veroverd door Franse kruisvaarders, waarna de stad gedurende meerdere eeuwen speelbal van diverse staten wordt. In 1458 wordt de stad ingelijfd door de Turken, die uit respect voor het verleden de Atheners nog diverse privileges geven, maar twee jaar later van het Parthenon een moskee maken. De stad zou, een kleine Venetiaanse bezetting in 1687 uitgezonderd, bijna vier eeuwen deel van het Ottomaanse Rijk uitmaken.
Vanaf de 18e eeuw wordt de stad bezocht door veel rijke westerlingen, die geïnteresseerd zijn geraakt in de wortels van de klassieke beschaving, wat het Griekse onafhankelijkheidsstreven aanspoort. Vanaf 1821 proberen de Grieken een eigen natie te stichten, wat langzaam lijkt te lukken. In 1829 wordt de Griekse onafhankelijkheid erkend door de grote mogendheden en in 1833 volgt Athene het kleine Nauplion op als hoofdstad van het nieuwe koninkrijk. In de jaren die volgen worden de universiteit (1837) en een orthodoxe kathedraal (1842) geopend en wordt de stad flink uitgebreid.
Vóór de Griekse vrijheidsoorlog was Athene een stadje van ongeveer 10.000 inwoners geweest. Tijdens de Vrijheidsoorlog werd de stad afwisselend door de vrijheidsstrijders, dan weer door de Turken veroverd, met alle verwoestingen van dien. Na de oorlog was de bevolking tot 4000 verminderd. In de eerste decennia van het onafhankelijke Griekenland maakt de stad een flinke groei door. Omstreeks 1890 wordt het aantal van 100.000 inwoners bereikt.
In 1896 vinden hier de eerste moderne Olympische Spelen plaats.
In de 20e eeuw maakt Athene een enorme groei door. Zo komen in 1922 veel Griekse vluchtelingen uit Klein-Azië, in het bijzonder Smyrna (het huidige İzmir), naar de stad. In de Tweede Wereldoorlog wordt Athene drie jaar lang door de Duitsers bezet en komen duizenden om door hongersnood en geweld. Vervolgens krijgen de inwoners ook met de burgeroorlog te maken. Na de oorlog trekken meer en meer Griekse plattelanders naar de hoofdstad, die steeds meer uit haar voegen lijkt te barsten, met veel illegale bouwwerken en een slechter leefklimaat door smog. Met de komst van de Olympische Spelen in 2004 is de stad flink opgeknapt. Dit heeft geholpen bij de organisatie van het Eurovisiesongfestival twee jaar later, op donderdag 18 en zaterdag 20 mei 2006 op het OAKA-terrein in de noordelijke voorstad Maroúsi.

## Gemeente
Waar met Athene, ook in Griekenland, vaak de gehele agglomeratie wordt aangeduid, bestaat deze in feite uit vele gemeentes (dimi). De gemeente Athene zelf (Dimos Athinaion) omvat het centrale deel van de agglomeratie en huisvest zo'n twintig procent van de inwoners. Zoals in alle Griekse gemeenten wordt de burgemeester direct door de bevolking gekozen. De burgemeester van oktober 2002 tot februari 2006 was Dora Bakoyannis van het conservatieve Nea Dimokratia. Ze was de eerste vrouwelijke burgemeester van Athene. Zij werd later minister van Buitenlandse Zaken in de Griekse regering, die in 2009 ten val kwam. Nikitas Kaklamanis, voormalig minister van Gezondheidszorg, is de huidige burgemeester van Athene.

## Het stadscentrum
De meeste Griekse straatnamen worden voorafgegaan door οδός (odós, straat), λεωφόρος (leóforos, boulevard) of πλατεία (platía, plein), gevolgd door de naam van de straat in de tweede naamval (genitivus), bijvoorbeeld Odos Eleftheriou Venizelou: straat van Eleftherios Venizelos. In het dagelijks gebruik worden die beginwoorden doorgaans weggelaten, maar ze staan desondanks op de straatnaamborden vermeld. Overigens vermelden de meeste van deze naamborden eveneens een Latijnse transliteratie van de Griekse naam.

### Omónia

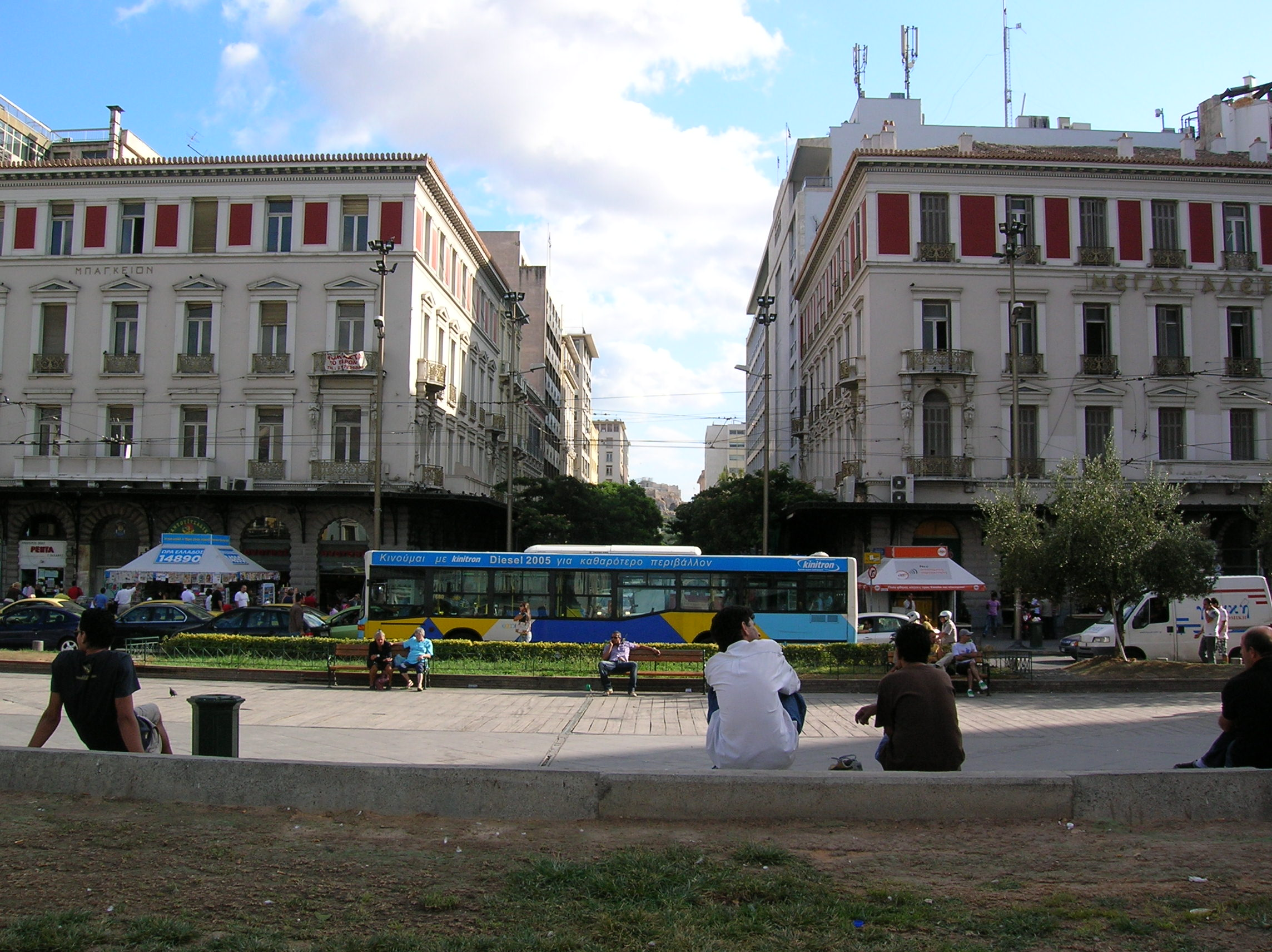
Omónia

Een van de centrale punten van het moderne Athene is het plein Omónia (Eendracht), van waaruit een waaier van drukke straten vertrekt. Hier is een belangrijk (overstap)station voor de metro en komen vele buslijnen samen. Aan de noordkant vindt men de 28 Oktovríou (28 oktoberstraat), genoemd naar de Griekse afwijzing van een Italiaanse bezetting in 1940. Hier liggen het Nationaal Archeologisch Museum en de Polytechnische school, die een belangrijke rol heeft gespeeld bij de vele studentenprotesten.
Aan de oostelijke zijde van Omónia, in het verlengde van de 28 Oktovríou ligt de Eólou, een straat die evenwijdig aan de Athínas naar het zuiden loopt. Als men deze straat vanaf Omónia helemaal volgt tot in Pláka, komt men uiteindelijk uit bij de toren Aérides (Toren van de winden), die uitzicht biedt op de Akropolis. De omgeving van Omónia is bijzonder multicultureel. Men vindt er dicht bij elkaar bijvoorbeeld Afrikaanse, Pakistaanse en Russische buurten.
Vanuit het Omóniaplein loopt in zuidelijke richting de Athínas, die aan het eind loodrecht de winkelstraat Ermou kruist en dan eindigt op Monastiráki. Niet ver van Omónia bevindt zich aan de Athínas de grote overdekte centrale markt van Athene. Er tegenover vindt men het stadhuis en een beeld van Pericles, de leider uit de grootste Atheense bloeitijd.
De twee evenwijdige lanen Eleftheríou Venizélou (ook wel Panepistimíou) en Stadíou (Stadionsstraat) lopen ongeveer in zuidoostelijke richting van Omónia naar een ander centraal plein: Syntágmatos.

### Sýntagma

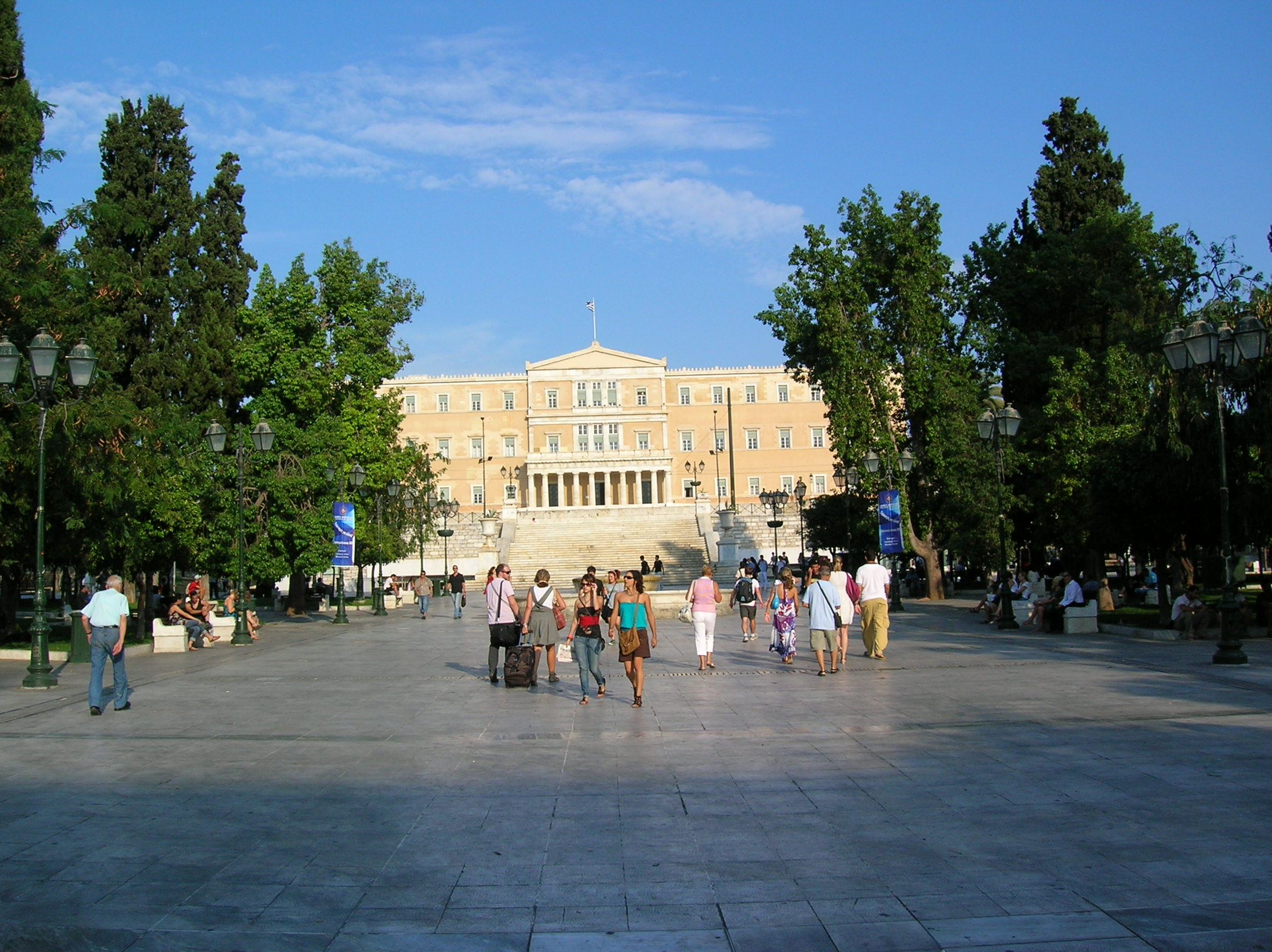
Sýntagma met het parlement

Wellicht het bekendste plein van Athene is de Platía Syntágmatos, ofwel het plein van de grondwet (Sýntagma). Aan dit plein bevindt zich onder andere het gebouw van het nationale parlement. Net als Omónia heeft dit plein, om begrijpelijke redenen, een voorname rol in vele protesten gespeeld en is vaak het centrale punt voor demonstraties en stakingen.

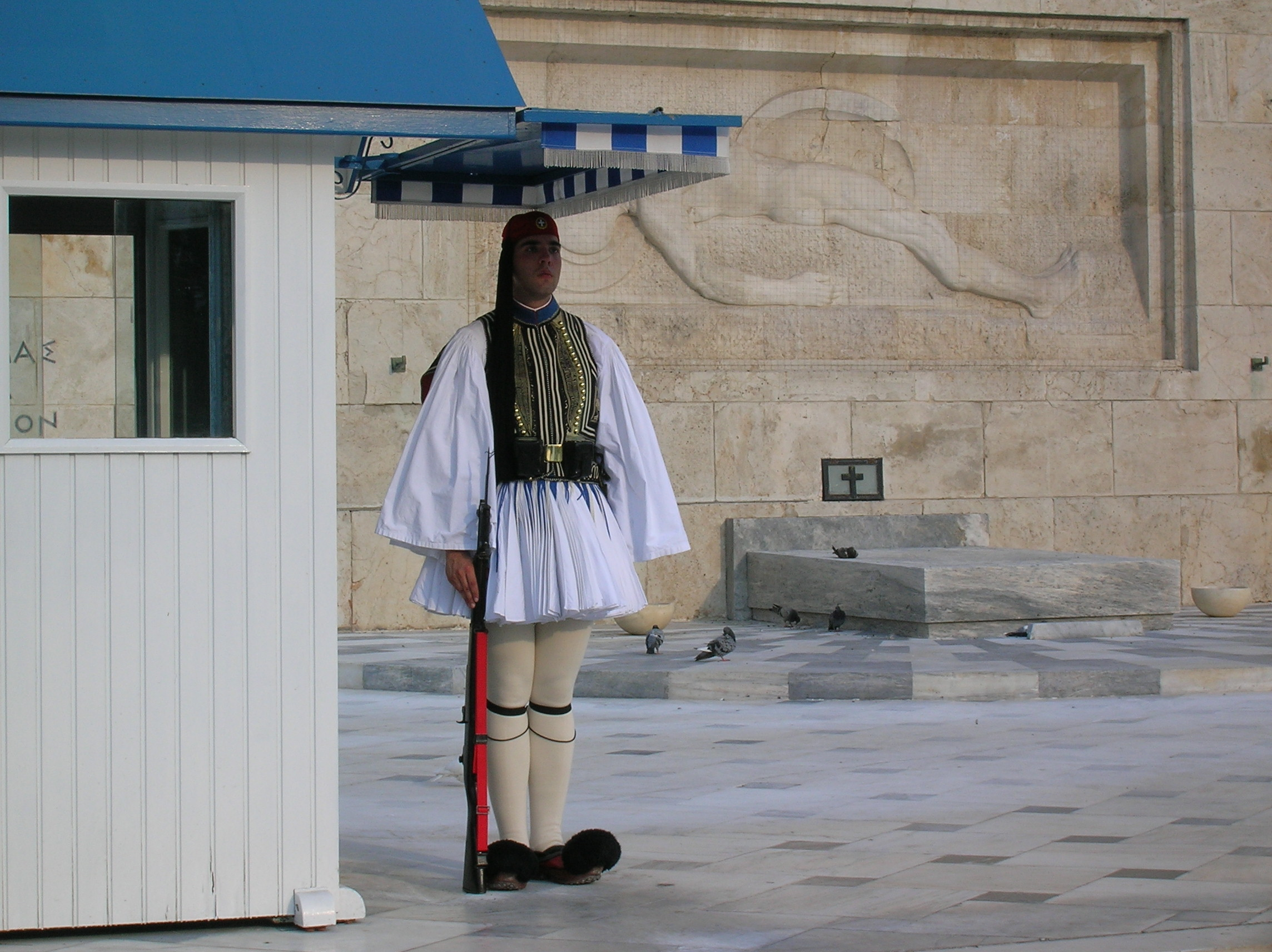
Evzone-wachter voor het parlement

Voor het parlementsgebouw (Voulí ton Ellínon), dat oorspronkelijk gebouwd is als paleis voor koning Otto I, ligt het graf van de onbekende soldaat en staan een aantal Evzone-wachters in traditionele uniformen de 'wacht' te houden. Aan dit plein liggen enkele grote hotels uit de hoogste prijsklasse. Onder andere vindt men er het Hotel Grande Bretagne, het oudste en bekendste hotel van de stad. In dit hotel hebben beroemdheden gelogeerd en het was tijdens de Tweede Wereldoorlog het hoofdkwartier van de Duitse bezetters. In het metrostation Sýntagma zijn diverse opgravingen te zien die aan het licht kwamen tijdens de aanleg van de metro.
De politieke betekenis van het plein uit zich ook door de aanwezigheid van ministeries en ambassades in de onmiddellijke nabijheid. Het ministerie van Buitenlandse Zaken vindt men iets ten noorden van het plein. Het ministerie van Economische Zaken zaken ligt aan de westkant van het plein.
Ambassades vindt men met name direct ter linkerzijde van het parlement in de noordoostelijk van Sýntagma gelegen wijk Kolonáki. Zo vindt men de Belgische ambassade op enkele minuten wandelen van het parlement, aan de Sekéki. De Nederlandse ambassade bevindt zich verder van het plein in zuidoostelijke richting, aan de Vasileos Konstantinou.
Het presidentieel paleis alsmede de ambtswoning van de premier zijn gelegen achter het parlement en de nationale tuin, aan de Irodou Attikou. De Evzone-wachters houden tevens wacht voor het presidentiële paleis en voeren de ceremonie van de wisseling van de wacht uit.

### Tussen Omónia en Sýntagma
Aan de Panepistimíou liggen een aantal 19e-eeuwse gebouwen in neo-klassieke stijl: de Nationale Bibliotheek, de Universiteit en de Academie van Wetenschappen, alsmede de katholieke kathedraal van Sint Dionysios. Ook het Ilíou Mélathron, het statige herenhuis waar Heinrich Schliemann met zijn Griekse vrouw heeft gewoond, ligt aan deze straat, niet ver van Sýntagma. In dit pand is het Grieks numismatisch museum gevestigd.

### Nationale Tuin en Lykavittós

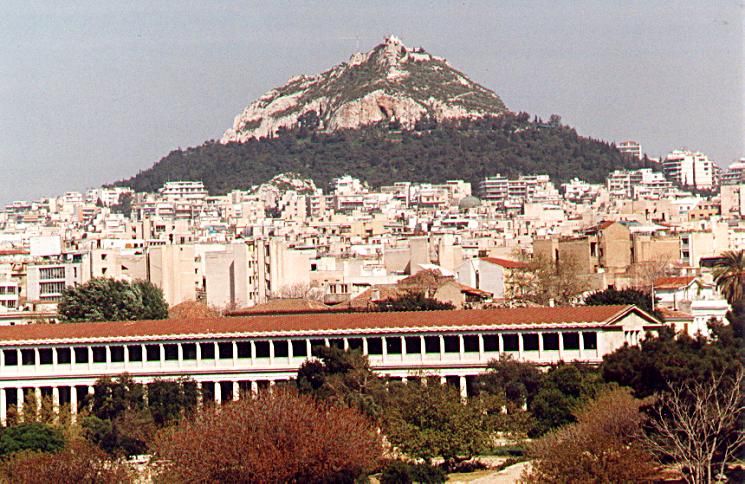
De Lykavittós-heuvel, met op de voorgrond de Stoa van Attalos

Ten zuiden van Sýntagma loopt de Leoforos Amalías (Amalia-laan, genoemd naar de eerste koningin van Griekenland) langs de Ethnikós Kípos (Nationale Tuin). Deze koningin is verantwoordelijk voor de aanleg van dit stadspark dat aanvankelijk dienstdeed als tuin van het koninklijk paleis. Ten zuiden van de National Tuin ligt de Poort van Hadrianus, die de oude stad van Theseus verbond met de nieuwe stad van keizer Hadrianus. Daarachter liggen de ruïnes van het Olympieion, een aan Zeus gewijde tempel, waaraan men eeuwen heeft gewerkt, totdat Hadrianus hem in 132 liet voltooien in Korinthische stijl. Ten zuidoosten van het park ligt het oude Olympisch stadion, gebruikt tijdens de spelen van 1896 en gebouwd op de plaats waar vroeger de oude spelen van de Panathenaeën werden gehouden.

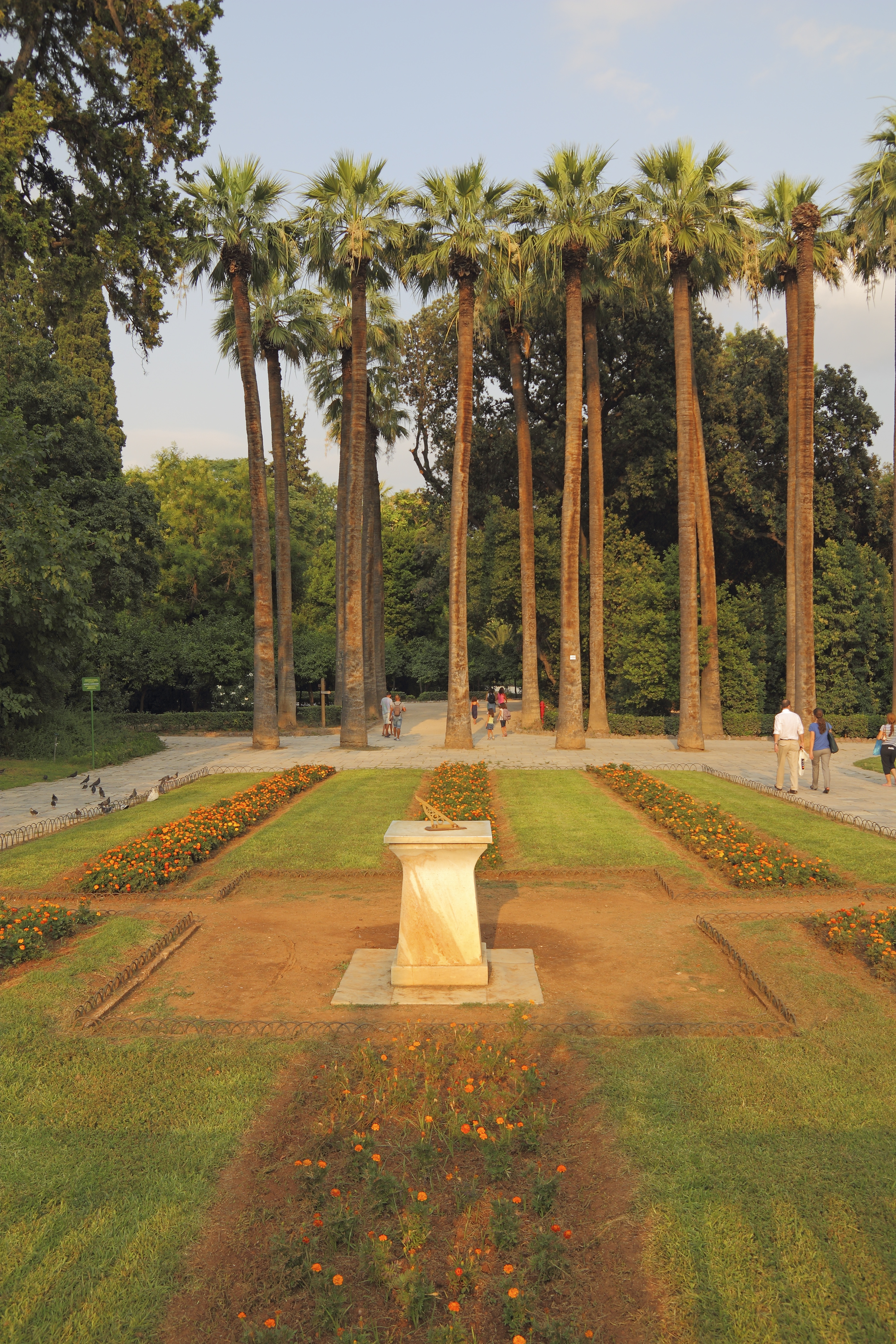
Palmbomen in de Nationale Tuin

Aan de Iródou Attikoú, ten oosten van het park, ligt de Anáktora, de presidentiële ambtswoning die oorspronkelijk dienstdeed als paleis voor de kroonprins. Naast het presidentiële paleis ligt de ambtswoning van de Griekse premier, het Megaron Maximou. Aan het noorden van de Iródou Attikoú, aan het kruispunt met de Vasilíssis Sofías (Koningin Sofie-laan), ligt het Benáki-museum, ondergebracht in de voormalige herenhuis van de steenrijke kunstverzamelaar Antonis Benakis. Verderop de Vasilíssis Sofías ligt het Byzantijns Museum, ingericht in een weelderige stadswoning in Toscaanse stijl, die vroeger toebehoorde aan de hertogin de Plaisance. Iets verder ten noorden ligt de Lykavittós, een 277 meter hoge heuvel, met boven op de top witte kerkje van Ágios Yórgos (Sint Joris, de patroonheilige van Griekenland), vanaf waar een groot deel van de stad is te overzien.

### Monastiráki

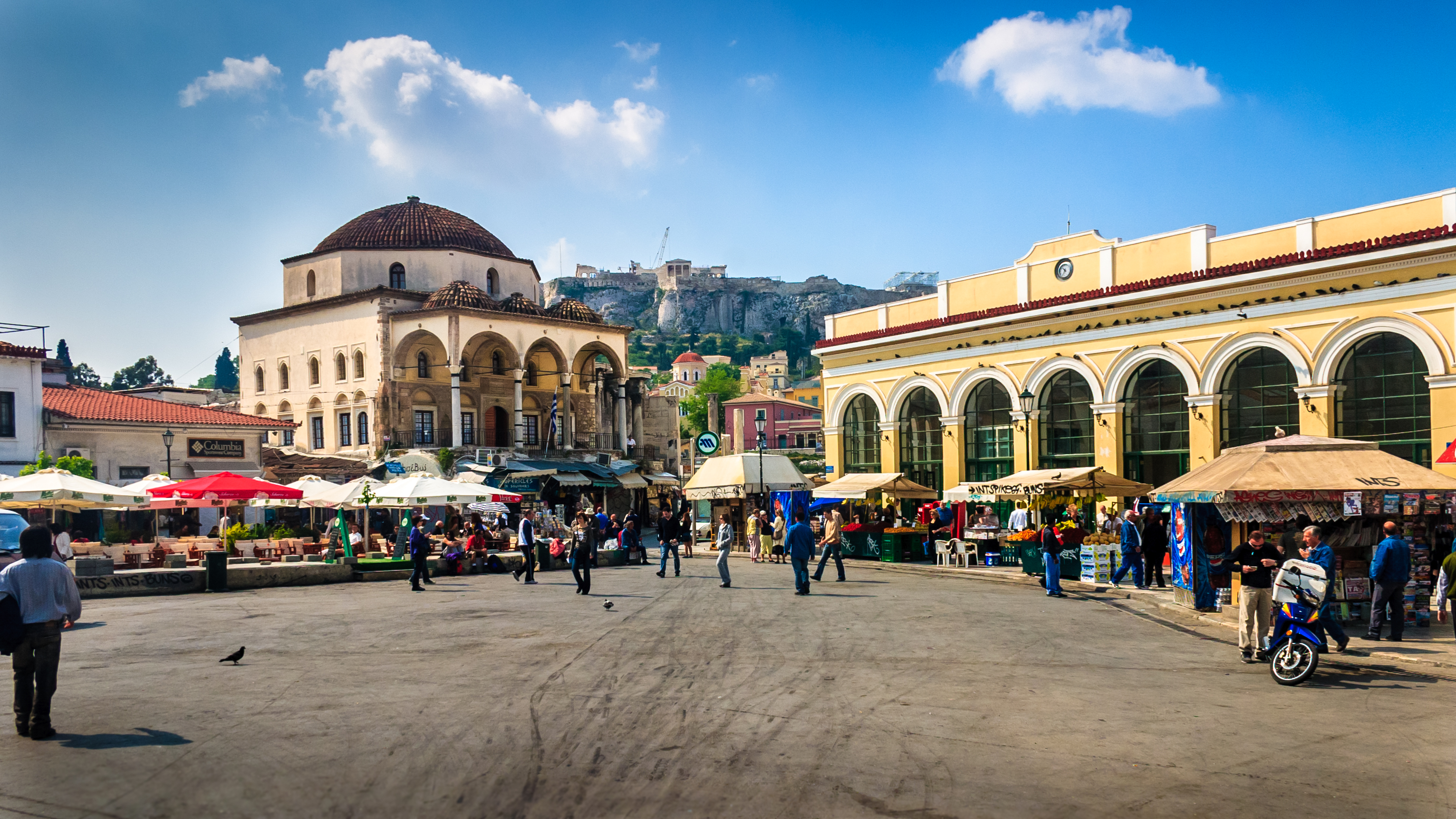
Monastiráki

Monastiráki (kloostertje) is een levendig plein in het stadscentrum. Het plein ligt aan het uiteinde van de Athinas direct aan overkant van de winkelstraat Ermou. Aan het plein bevinden zich de Pantanassa-kerk en de voormalige Tzisdarakis-moskee of Tzami.
Aan Monastiráki bevindt zich het metrostation met dezelfde naam. Vanaf het plein kan men in westelijke richting de vlooienmarkt bezoeken, in feite een drukke straat met kleinere winkels die zaken zoals tassen en sportkleding verkopen.
Iets ten zuiden van Monastiráki loopt de Apostólou Pávlou naar de wijk Thissío. Hier ligt onder meer de oude Agora van Athene, met de goed bewaarde Tempel van Hephaistos. Vanaf Monastiráki kan men via de Ermou in oostelijke richting naar Syntágma wandelen. Ten zuidoosten van Monastiráki ligt de oude volksbuurt Pláka.

### Pláka

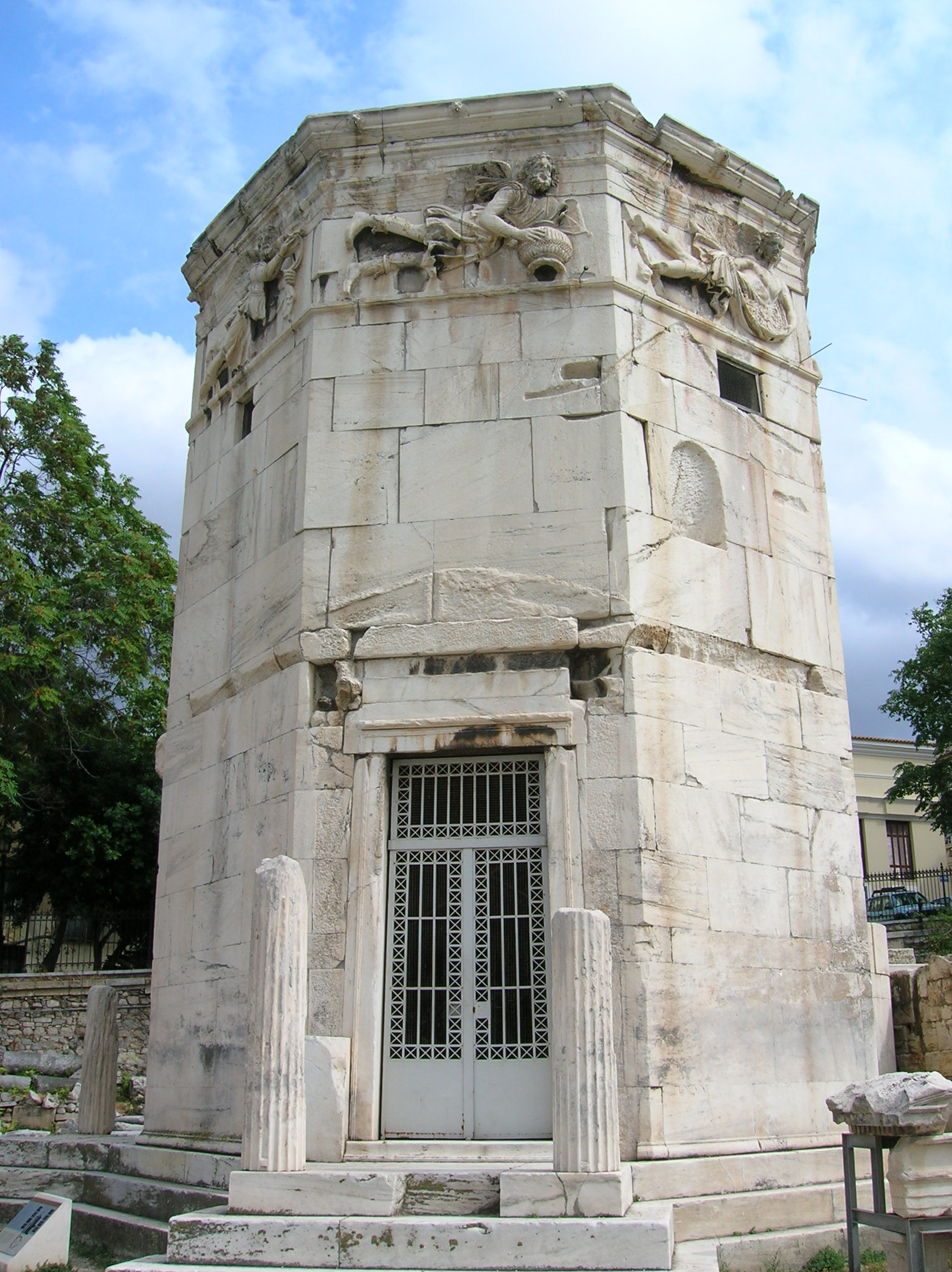
De Aerides

Pláka is een oude volksbuurt ten zuiden van de Ermou tussen Monastiráki en Syntagma en ten noorden van de Akropolis van Athene. De buurt is populair bij toeristen, door het gezellige en authentieke karakter en de ligging aan de voet van de Akropolis.
In Pláka liggen ook de grote Bibliotheek van Hadrianus, een antiek onderwijscentrum van 100 m x 80 m, en de Romeinse Agora (markt), met het opvallende Dorische poortgebouw.
Aan het begin van de naar Omónia doorlopende Eolou bevindt zich de Toren van de winden of Aerides. Rondom dit achthoekige gebouwtje loopt een gebeeldhouwde fries met de allegorische voorstelling van de windstreken. In het verleden was er hierbinnen een wateruurwerk (Klepsydra) te bezichtigen.

## Bezienswaardigheden
- Akropolis van Athene
- Dionysus-theater
- Agora van Athene
- Tempel van de Olympische Zeus
- Tempel van Dionysos

### Musea
- Acropolis Museum
- Agora Museum
- Benaki Museum
- Hellenic Cosmos
- Ilias Lalaounis Jewelry Museum
- Kerameikos Museum
- Museum voor Cycladische Kunst
- Nationaal Archeologisch Museum van Athene

## Openbaar vervoer
Athene en zijn voorsteden worden doorkruist door een netwerk van trolley- en reguliere bussen, en één tramlijn (met twee vertakkingen) van 27 kilometer lengte. Bovendien rijden er in de stad veel taxi's. De stad kent drie metrolijnen, alsmede een aantal spoorlijnen die aansluiten op het verder schaarse Griekse spoornet. Een voorstadsspoorlijn, de "Proastiakós" genaamd, verbindt de stad ook met het oostelijk gelegen vliegveld. Deze in 2001 geopende internationale luchthaven van Athene biedt internationale verbindingen, alsmede binnenlandse vluchten.

### Metro
- Lijn 1 (groene lijn) is de oudste lijn van de stad. Het is een voortzetting van de eerste spoorlijn van Griekenland, gebouwd in 1869, van het centrum van Athene naar de haven Piraeus, acht kilometer zuidelijker. Sindsdien heeft de lijn vele veranderingen ondergaan, is ze geëlektrificeerd, deels ondergronds en loopt sinds 1954 door tot de noordelijke voorstad Kifissia.
- Lijn 2 (rode lijn) bestaat sinds 2000, maar ideeën voor de lijn bestaan al sinds de jaren 50. Ze doorkruist de stad van de noordwestelijke wijk Anthoupoli naar het zuidoostelijke Elliniko.
- Lijn 3 (blauwe lijn) bestaat sinds 2003 en is, net als lijn 2, gebouwd als onderdeel van de infrastructurele verbeteringen voor de komst van de Olympische Spelen een jaar later. Ze loopt van Egaleo, een westelijke wijk van de stad, door het centrum tot aan het vliegveld, ten oosten van de stad. Het meest zuidoostelijke gedeelte ligt bovengronds, op regulier spoor. Men zou de lijn aan de westkant verlengen tot het centrum van Piraeus.
- Een vierde lijn, die hoofdzakelijk in een U-vorm tussen lijn 1 en lijn 2 komt te liggen, bevindt zich in het ontwerpstadium.

Lijn 1 werd gerund door de organisatie ISAP en de lijnen 2 en 3 door Attiko Metro. Deze organisaties werden op 17 juni 2011 samengevoegd waardoor de onderneming STASY (Urban Rail Transport S.A.) ontstond.

## Sport
De met voorsprong populairste sport in Griekenland is voetbal en Athene kent daarom ook diverse voetbalclubs. De bekendste twee zijn Panathinaikos en AEK Athene, die beide tot de voornaamste clubs van het land behoren. Kleinere clubs zijn onder andere Apollon Smyrnis, Panionios en Egaleo FC. In een voorstad van de stad bevindt zich ook nog de club Olympiakos Piraeus.
Beroemde sportcomplexen in de stad die de Olympische Spelen organiseerden zijn het Stadion Panathinaiko en het Olympisch Stadion Spyridon Louis. Het grootste voetbalstadion in de stad is het Agia Sofiastadion van AEK. Panathinaikos speelt in het Apostolos Nikolaidisstadion.
Hoewel in Griekenland wielrennen geen populair sport is, startte in 1996 de Ronde van Italië in Athene. De eerste etappe van en naar Athene werd gewonnen door de Italiaan Silvio Martinello.

### Olympische Spelen

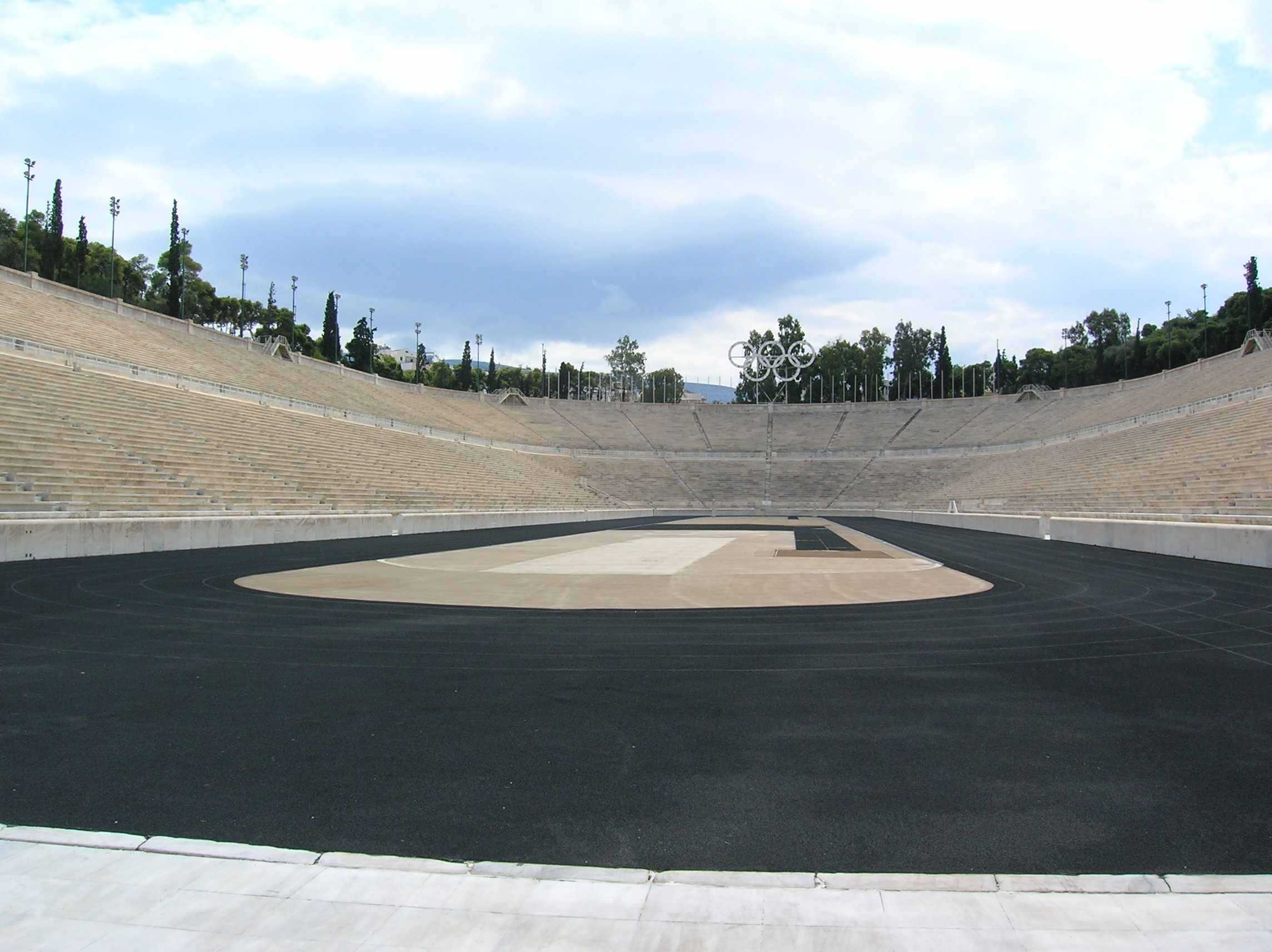
Panathinaiko Olympisch stadion uit 1896

Alhoewel de klassieke Olympische Spelen in Olympia werden gehouden, mocht Athene in 1896 de eerste moderne spelen organiseren. Het evenement werd een groot succes en wordt sindsdien elke vier jaar herhaald. Tijdens de openings- en sluitingsceremonie mogen de Griekse deelnemers altijd als eersten het stadion binnentreden.
Velen verwachtten dat Athene om die redenen in 1996 ook de (zomer)spelen zou mogen organiseren, het zou dan immers het honderdjarig bestaan van de moderne spelen zijn. De Spelen gingen echter naar het Amerikaanse Atlanta, wat in Griekenland veel verontwaardigde reacties opleverde. Even dreigden de Grieken zelfs tot een boycot van de Spelen, maar men zag hier later toch vanaf. Met het wereldkampioenschap atletiek van 1997 lieten de Atheners zien wel degelijk een groot sportevenement te kunnen organiseren en zo werden de Spelen 2004 alsnog aan hun 'thuisland' gegund.
Ter gelegenheid van de spelen werden veel bouwwerkzaamheden gepland. Niet alleen werden veel nieuwe sportaccommodaties, met centraal het Olympisch Sportcomplex gebouwd, maar de hele infrastructuur van de stad werd flink verbeterd. Tijdens de voorbereidingen hierop liep men echter enorm achter op schema, wat vooral in het buitenland tot suggesties leidde dat de spelen maar elders moesten worden georganiseerd. Uiteindelijk kwam alles toch nog op tijd af en werden de Spelen door velen als een groot succes gezien.

### Marathon
De marathon, een hardloopwedstrijd over 42 kilometer en 195 meter, is ontstaan vanuit een legende rond de slag bij Marathon. Na deze slag zou de boodschapper Pheidippides de 40 kilometer van het plaatsje Marathon naar de stad Athene rennend hebben afgelegd, om zo de overwinning van het Atheense leger te kunnen overbrengen. Tijdens de eerste moderne Olympische Spelen werd om die reden ook een marathon georganiseerd. Deze traditie werd elke volgende spelen herhaald en ook in niet-olympisch verband worden jaarlijks over de hele wereld vele marathons gelopen. De Marathon van Athene is hiervan een van de bekendste, daar deze het (vermeende) originele marathonparcours aflegt. Hij wordt jaarlijks op de eerste zondag van november georganiseerd.

## Klimaat
Athene heeft een Mediterraan klimaat (Köppen: CSa). Een aangename temperatuur is er van april tot en met juni. In juli en augustus is het erg warm in Athene. In de winter kan de temperatuur onder het vriespunt dalen en het kan sneeuwen.
| Maand                          | jan  | feb  | mrt  | apr  | mei  | jun  | jul  | aug  | sep  | okt  | nov  | dec  | Jaar |
| ------------------------------ | ---- | ---- | ---- | ---- | ---- | ---- | ---- | ---- | ---- | ---- | ---- | ---- | ---- |
| Gemiddeld maximum (°C)         | 14,6 | 15,0 | 16,6 | 20,4 | 25,1 | 30,0 | 30,8 | 30,5 | 27,1 | 22,1 | 17,7 | 15,0 | 22,0 |
| Gemiddeld minimum (°C)         | 5,0  | 5,4  | 7,0  | 10,8 | 15,5 | 20,4 | 24,5 | 24,1 | 20,7 | 15,8 | 11,3 | 8,1  | 14,1 |
|                                |      |      |      |      |      |      |      |      |      |      |      |      |      |
| Neerslag (mm)                  | 48   | 49   | 53   | 31   | 17   | 8    | 7    | 7    | 9    | 45   | 61   | 66   | 401  |
| Bron: Weer Athene - Worldmeteo |      |      |      |      |      |      |      |      |      |      |      |      |      |

## Stedenbanden
Athene heeft stedenbanden met:
- Amsterdam (Nederland)[3]
- Buenos Aires (Argentinië), sinds 1992
- Cluj-Napoca, (Roemenië)
- Cuzco (Peru), sinds 1991[4]
- Florence (Italië)
- Istanbul (Turkije)
- Jerevan (Armenië)
- Los Angeles (Verenigde Staten)[5]
- Parijs (Frankrijk), sinds 2000[6]
- Seoel (Zuid-Korea), sinds 2006
- Tirana (Albanië)
- Washington D.C. (Verenigde Staten), sinds 2000[7]